# Valentina Ilieva
Valentina Ilieva (búlgaro: Валентина Илиева) (12 de marzo de 1962) es una exjugadora de voleibol de Bulgaria. Su apellido de casada es Jaralampieva (Харалампиева). Fue internacional con la Selección femenina de voleibol de Bulgaria. Compitió en los Juegos Olímpicos de Moscú 1980 en los que ganó la medalla de bronce. Jugó dos partidos.